# Związek plemion serbskich

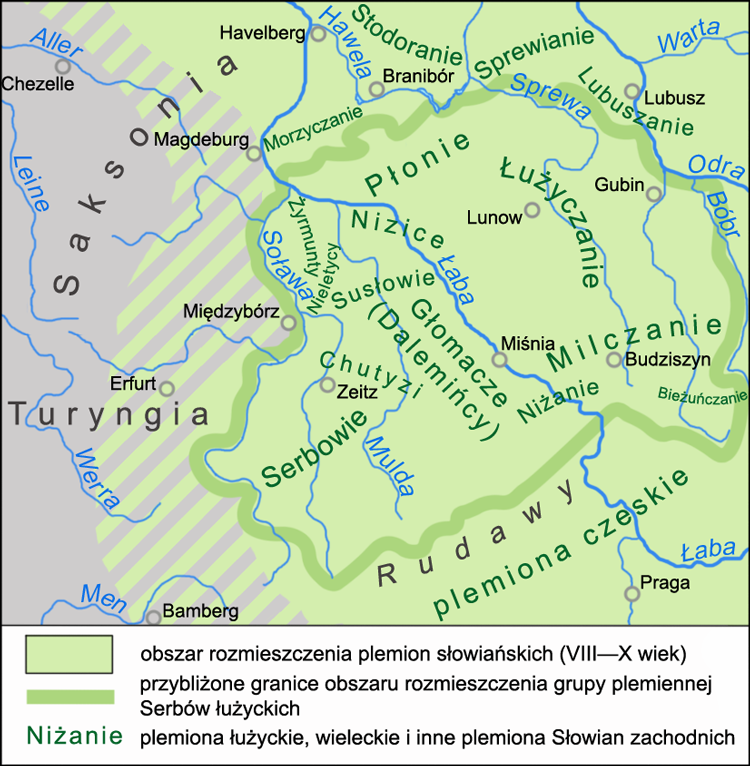
Związek plemion serbskich w okresie od VIII do X wieku

Związek plemion serbskich – związek plemion połabskich który powstał na przełomie VIII i IX w. pod przewodnictwem księcia Miliducha. Tworzące się państwo serbskie na Połabiu zostało rozbite przez Franków, którzy w 805 r. pokonali Siemiła – księcia Głomaczów, w 806 r. zaatakowali Miliducha, który zginął w bitwie. W kolejnych latach część lokalnych książąt została zmuszona do uznania zależności (np. książę Tęgło), część zginęła w walkach (np. książę Kolędyczów Ciemysł).
W 880 r. Serbowie łużyccy wraz ze sprzymierzonymi Czechami i Morawianami podnieśli bunt przeciwko Frankom wschodnim (Niemcom) i po zwycięstwie zostali przyłączeni do państwa Świętopełka (Wielkie Morawy). Po upadku państwa Niemcy stopniowo opanowali wszystkie tereny plemion serbskich.

## Plemiona serbskie
- Serbowie łużyccy właściwi (zamieszkujący Regio Surbi – krainę Serbów)
- Głomacze lub Dalemińcy (Talamnizi)
- Łużyczanie (Lunsizi)
- Milczanie (Milzane)
- Bieżuńczanie (Besunzane)